# مطار يو تاباو الدولي
مطار يو تاباو الدولي (بالتايلندية: ท่าอากาศยานนานาชาติอู่ตะเภา)‏(إياتا: UTP، إيكاو: VTBU) هو مطار مدني وعسكري بالقرب من باتايا،. تقريبا 90 ميل (140 كـم) جنوب شرق بانكوك وقريب من خليج سيام.

## التاريخ

### حرب فيتنام
خلال حرب فيتنام كان مطار يو-تاباو قاعدة عسكرية أمريكية لقاذفات ب-52 ويعتبر المطار خط مواجهة في ذلك الوقت.

## شركات الطيران والوجهات
| شركـات طيـران       | الوجهات |
| ------------------- | --- |
| Azur Air            | موسمي عارض: Irkutsk، Kemerovo، Khabarovsk، مطار يميلانو الدولي، Novokuznetsk، مطار نوفوسيبيرسك، Perm، مطار روستوف على نهر الدون، Surgut، Vladivostok، Yuzhno-Sakhalinsk |
| طيران بانكوك        | مطار ساموي، Phuket |
| فلاي دبي            | مطار دبي الدولي |
| طيران لونج          | مطار شيان شيانيانغ الدولي |
| خطوط طيران أوكاي    | مطار تشانغشا هوانغوا الدولي (تستأنف 26 يونيو 2023) |
| Thai Lion Air       | مطار تشيانغ مي |
| Thai Summer Airways | مطار ماكاو الدولي |

## الحوادث والوقائع
في 28 أكتوبر 1977، كان دوجلاس دي سي-3 من فيتنام الجوية خطفاد إلى يو-تاباو المطار الدولي حيث استسلم الخاطفون الأربعة. شخصين على متن الطائرة لقوا مصرعهم في عملية الخطف. كانت الطائرة في رحلة من مطار تان سون نهات الدولي، مدينة هو تشي مينه فو كووك مطار دونغ دونغ.

## وتلاحظ
1. ↑   https://web.archive.org/web/20110525234510/http://www.utapao.com/files/UTP%20PROFILE.pdf. مؤرشف من الأصل (PDF) في 25 مايو 2011. اطلع عليه بتاريخ أكتوبر 2020. {{استشهاد ويب}}: تحقق من التاريخ في: |تاريخ الوصول= (مساعدة) والوسيط |title= غير موجود أو فارغ (مساعدة)
2. ↑  "Okay Airways Expands International Service From late-June 2023". Aeroroutes. مؤرشف من الأصل في 2023-05-22. اطلع عليه بتاريخ 2023-05-22.
3. ↑  "Thai Summer Airways Lists Taipei Schedule from April 2023". Aeroroutes. مؤرشف من الأصل في 2023-03-27. اطلع عليه بتاريخ 2023-03-27.
4. ↑  "Hijacking description". Aviation Safety Network. مؤرشف من الأصل في 2016-08-06. اطلع عليه بتاريخ 2010-08-05.

- http://www.manager.co.th/Local/ViewNews.aspx?NewsID=9520000106137

## وصلات خارجية
- يو-تاباو المطار الدولي (الموقع الرسمي)
- مطار يو-تفو (thaiflyingclub.com)